# Gimnomera fasciventris
Gimnomera fasciventris är en tvåvingeart som beskrevs av Malloch 1920. Gimnomera fasciventris ingår i släktet Gimnomera och familjen kolvflugor. Inga underarter finns listade i Catalogue of Life.